# Megaphragma aligarhensis
Megaphragma aligarhensis är en stekelart som beskrevs av Yousuf och Shafee 1988. Megaphragma aligarhensis ingår i släktet Megaphragma och familjen hårstrimsteklar. Inga underarter finns listade i Catalogue of Life.